# Jaroslav Špillar

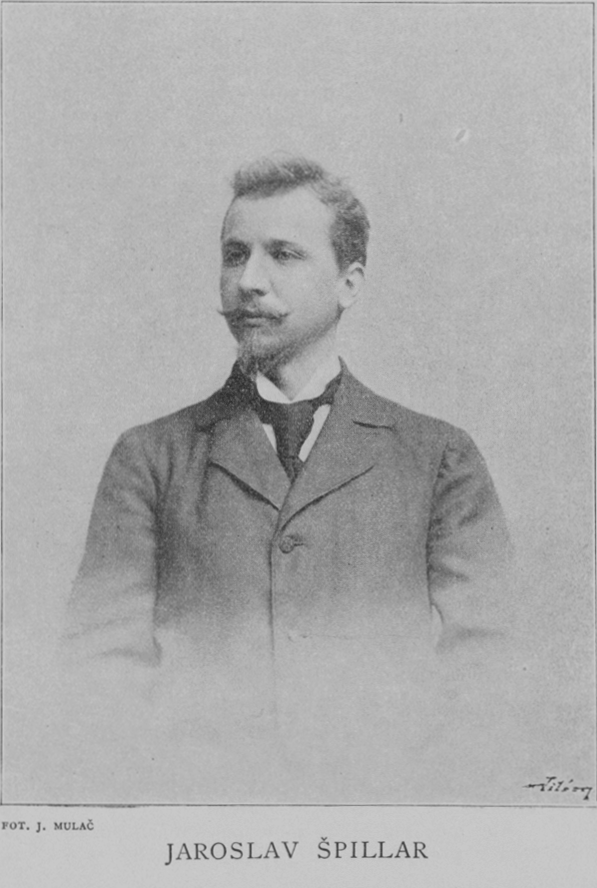
Jan Mulač: Jaroslav Špillar (1899)

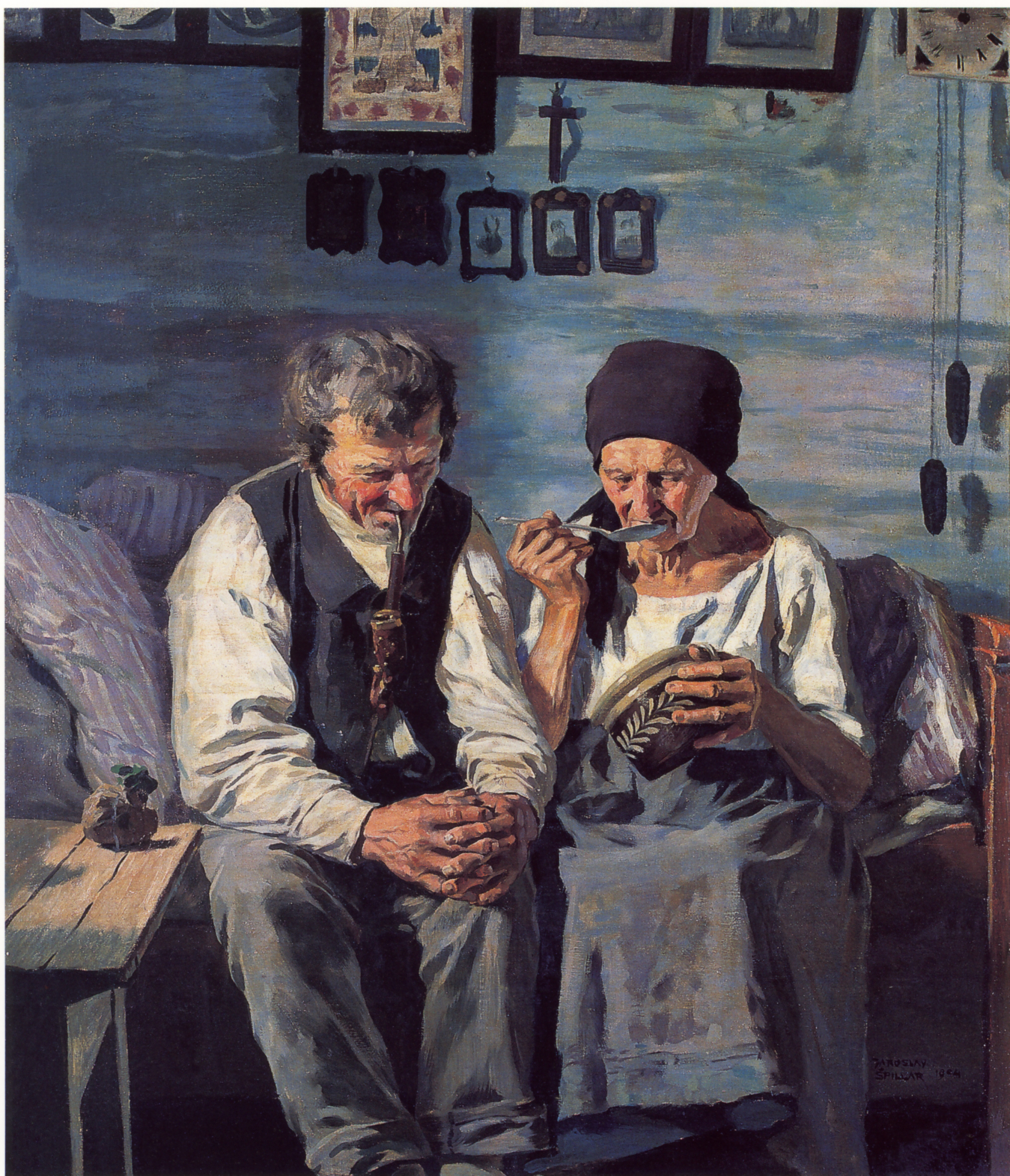
Jaroslav Špillar, Altenteil (Domažlice, Galerie Špillar), 1904

Jaroslav Špillar (* 11. Oktober 1869 in Pilsen; † 20. November 1917 in der Irrenanstalt Dobřany) war ein tschechischer Maler.

## Leben
Jaroslav Špillar war der ältere Bruder des Malers Karel Špillar. Er besuchte 1885 die Kunstgewerbeschule in Prag und war Schüler von František Ženišek und Jakob Schikaneder. Von 1887 bis 1890 studierte er an der Akademie unter Pirner und Sequens. 1888 lernte er das Chodenland im Südwesten Böhmens mit seiner reichen Volkskultur kennen und siedelte sich 1891 hier in Postřekov an, später in Pec pod Čerchovem. Špillar machte zahlreiche Reisen nach Italien, Paris, Jassy in Rumänien, wo er 1893 an der Ausmalung einer Kirche beteiligt war, Bulgarien und mehrmals nach München. Seit 1904 zeigte sich bei ihm eine Geisteskrankheit, die ihn zunehmend am weiteren Schaffen hinderte. Er wurde im Familiengrab in Šťáhlavy beigesetzt.

## Werke
Jaroslav Špillar war als Maler zu seinen Lebzeiten erfolgreich. Er schuf hauptsächlich realistische Genrebilder, die die Volkskultur des Chodenlandes darstellen. Sie sind auch aus ethnographischer Sicht wertvoll, da sie zahlreiche Volksbräuche genau darstellen. In Domažlice befindet sich die Galerie Špillar, die Werke von ihm und seinem Bruder Karel zeigt.
- Die Greisin (Domažlice, Galerie Špillar), Öl auf Leinwand, 70 × 45 cm
- Der Dudelsackpfeifer zu Gast (Domažlice, Galerie Špillar), Öl auf Leinwand, 100 × 98 cm
- Das Altenteil (Domažlice, Galerie Špillar), Öl auf Leinwand, 90 × 65 cm
- Missverständnis (Domažlice, Galerie Špillar), Öl auf Leinwand
- Der Dorffotograf (Domažlice, Galerie Špillar), 1891, Öl auf Leinwand, 73 × 100 cm
- In Postřekov (Domažlice, Galerie Špillar), 1893, Öl auf Leinwand
- Chodische Hochzeit (Domažlice, Galerie Špillar), 1893, Öl auf Leinwand, 102 × 168 cm
- Mitgefühl (Domažlice, Galerie Špillar), 1894, Öl auf Leinwand, 100 × 75 cm
- Fronarbeit (Domažlice, Galerie Špillar), 1897, Öl auf Leinwand, 111 × 182 cm
- Die verlassene Braut (Domažlice, Galerie Špillar), 1898, Öl auf Leinwand, 115 × 85 cm
- Der Sohn des Künstlers (Domažlice, Galerie Špillar), 1900, Öl auf Leinwand, 78 × 65 cm
- Der Dorfarzt beim kranken Knaben (Domažlice, Galerie Špillar), 1901, Öl auf Leinwand, 76 × 96 cm
- Frau im Pelz (Domažlice, Galerie Špillar), 1901, Öl auf Leinwand, 70 × 45 cm
- Fasching (Domažlice, Galerie Špillar), 1901, Öl auf Leinwand, 159,5 × 200 cm
- Kartoffeln graben (Domažlice, Galerie Špillar), 1902, Öl auf Leinwand, 114 × 120 cm
- Altenteil (Domažlice, Galerie Špillar), 1904, Öl auf Leinwand, 116 × 100 cm
- Holz einbringen (Domažlice, Galerie Špillar), 1913, Öl auf Leinwand, 114 × 119 cm